# 100%パスカル先生
『100%パスカル先生』（ひゃくパーセントパスカルせんせい）は、日本の漫画家である永井ゆうじによるギャグ漫画。『月刊コロコロコミック』（小学館）にて2015年2月号から2018年11月号まで、『別冊コロコロコミック』（同）にて2015年6月号から2018年12月号まで連載された。
2016年10月よりYouTubeにてWebアニメが配信され、2017年4月から12月まで毎日放送製作・TBS系列全28局ネットにてテレビアニメが放送された。2016年6月時点で累計発行部数は10万部を突破している。

## ストーリー
きのえだ小学校の4年1組が舞台。4年1組の担任のパスカル先生がボケたりする。ギャグ漫画。また、コロコロの作品の中で、裸ネタが多く、パクリネタも多い。学校を破壊される場面も少なくない。

## 登場キャラクター

### 4年1組のクラス
パスカル先生
声 - 佐藤はな
本作の主人公。4年1組にやって来た黄色いモグラの様な外見をした謎の教師。体の中に犬が入っている。一人称は「私」。基本的に丁寧な口調で喋るが、稀にタメ口や乱暴な口調で喋ることもある。
一見、生徒思いな真面目な雰囲気を出すことがあるが、性格はマイペースな上にいい加減で、生徒の家に勝手に泊まったり給食費を盗んでパチンコに使おうとするなど、金にがめつくてセコい所もある。また、岩田やスティーブの挑発に乗ったり､雪合戦で武者姿になり数人の武者を引き連れるなど､かなり好戦的な一面も持つ。巨大化したり分裂したりと体は変幻自在で口から光線を吐くことも出来る。
教師になる前はガラの悪いギャンブラーで、ギャンブルというギャンブルを全てやってきたがうまくいかず、幸子という恋人を取られてしまい、幸子を取り戻すために強くなる事を決意し、筋肉質になるまで修行したが、修行中に漂流してしまう。その際に大勢の漂流者と仲良くなり1時間後に島を見つけるも1時間で仲が悪くなり、島に通りかかった「国際日本防衛学園第三小学校」の船に乗り化け物退治の特別講師となる。その後国から直接依頼が来るようになり、化け物を退治して日本を守り続け、超人気スターになり、知名度を生かし政治家になりその後何だかんだで教師になったらしい。また、昔は暴走族かバイク乗りだったようで大勢の仲間や子分がいる｡
愛車はバイクで、かなりのテクニックの持ち主。お金があまりないため教師以外で色々な仕事をしているがそれは贅沢な食事をしているせいである。
パスカル先生は大阪にあるユニバーサル・スタジオ・ジャパンの裏の森の中にある町で育った。しかし、その町は、敵によって滅ぼされた。
スーパーパスカル
激しい怒りや金欲の増加、くしゃみなどふとしたことで覚醒したパスカル｡
1%パスカル
百分の一のサイズの小さなパスカル。
パスカルジュニア
声 - 前田佳織里、江口菜子、中國卓郎
月で発見されたパスカルそっくりの生物で、単眼が特徴。その一体がパスカルに拾われたが、二時間目で人語を発し、三時間目でパスカルの座を奪い、四時間目で校長の座を奪い成長した。のちに当人の前でオナラすると二人のグレた不良少年風、またオナラをすると四人のさらに凶悪な悪人風、カメラで撮られるとモデル体型、スルメをあげると親父に近い姿になり、またまたオナラをすると八人になってしまう。
0%パスカル / 清野正男
声 - 浦山迅
パスカルの着ぐるみを着たただのおっさん。運動神経が抜群。最後は捻挫で救急車に運ばれ、入院した。
早川はやと
声 - 小平有希、陣谷遥（30年後）
本作のツッコミ担当の男子生徒。一人称は「ボク」。
基本的には真面目な性格の常識人だが、度々全裸になるなどの下ネタをすることも多い。
ちか
声 - 冨岡美沙子
はやとのクラスメイトであり、委員長。ピンクのポニーテールが特徴。
普段ははやと同様真面目な常識人だが、戦いになるとスーパーちかに変身するなど、非常に好戦的な一面を持つ（第二形態になると、腕が四本の化け物に変身する）。実は霊媒師の力が使える。
岩田
声 - 武田幸史
はやとのクラスメイト。強面で筋肉質な小学生とは思えない外見をしているが、悪い性格ではないため、はやと達クラスメイトとは親しい仲である。
原作では出番は少ないが、アニメではレギュラーキャラとなっている。
金森スティーブ
声 - 小林大紀
パスカル先生のクラスに転校してきた大金持ちの転校生で、パスカルのライバル的存在。
キザで嫌味な性格だが、パスカルと何かと勝負や戦うなど好戦的でプライドの高い性格でもある。相撲好き。
アニメでは一度破産したことがある。
北野ゆうすけ
声 - 浜添伸也
4年1組に転校してきたロボットの転校生。空を飛んだり、変身することができるが、壊れることも少なくない。
立花ひかる
声 - 丸山有香
4年1組に転校してきた（アニメでは最初から4年1組の生徒だが、パスカルが来る以前までは不登校だった）バイクを乗り回す不良生徒｡
普段から鉄仮面をつけており、素顔は中々の美少女らしい。
伊集院きらり
声 - 水橋かおり
アニメオリジナルキャラクター。4年1組に転校してきた女子生徒。眼鏡をかけており、冷静な性格である。
いつも携帯ゲーム機で遊んでいる大のゲーム好きで、その腕前も一流。

### その他
校長
声 - 星野充昭
きのえだ小の校長先生。時々裸になったり、数が増えたりする。毎晩音楽室でピアノを弾いている。
川本先生
声 - 保村真
4年1組の前任の担任教師。突然辞めてしまったことが校長の口から告げられている（アニメでは「YouTuberになった」という理由が明かされている）。アニメでは悪役として描かれており身勝手な理由で教師に戻ろうとしたことからパスカル先生と対立するが、最後は敗北した。
野口先生
声 - 森田了介
ヌッキー・キャンベル
抜き打ちテストを発明したとされる人物。抜き打ちテストの「抜き」は彼の名から来ているらしい。
金森ブラッド
声 - 青山穣
スティーブの父。
河合
声 - 宮田幸季
スティーブの影武者。
グレゴリオ
声 - 田所陽向
フガシカオ
声 - 川田紳司
デカプリオ
声 - 海江田航平
宮本
声 - 加瀬康之
アニメオリジナルキャラクター。
ウンディーヌ
声 - 滝沢ロコ
吉岡
声 - 川田紳司
アニメオリジナルキャラクター。
佐々木
声 - 森田了介
アニメオリジナルキャラクター。
読者投稿の先生
「楽がき」コンテストで誰がパスカルの同僚を決めるか、正岡子規やペリー、織田信長を落書きした先生を選ぶ。オーディションの合格者は、下記の3名。
スイカ子規
顔がスイカになっている正岡子規。お腹が空いたとき、食べてもいいという。
別の候補者は全て食材。
ペリー犬
ペリーに似た犬。喋ることができる。
別の候補者は嘔吐していたり、目からレーザーが出たり、カードで封印されていたりする。
ドアのぶなが
ドアにはりついている織田信長。額にドアノブがある。ドアの反対側に移動できたり、歴史空間にタイムスリップできる。

### 完璧プレート（パーフェクトプレート）

#### 王国軍
ヒーローパスカル / ヒーローパスカルV / ヒーローパスカルV2
声 - 石谷春貴

クールパスカル / クールパスカルV / クールパスカルD
声 - 川田紳司

王子パスカル / 王子パスカルV
声 - 菊池こころ

動く城パスカル
声 - 田所陽向

心技体パスカル
声 - 大川透

パスカル博士W
声 - 森田了介

Wキングパスカル
声 - 檜山修之

キングパスカル / キングパスカルV
声 - 加瀬康之

ヒーローパスカルBOY / ヒーローパスカルヤング
声 - 前田佳織里

クールパスカルBOY / クールパスカルヤング
声 - 大井麻利衣

次期王様パスカル
声 - 川田紳司

#### 地獄軍
デーモンパスカル / デーモンパスカルD
声 - 岩田光央

地獄皇帝パスカル
声 - 岩田光央

死神パスカル
声 - 中國卓郎

フューチャーデーモンパスカル
声 - 武田幸史

ネオデーモンパスカル / ネオ・デーモンパスカル・魔
声 - 岩田光央

#### その他の完璧プレート
技賢者（ぎけんじゃ）パスカル
声 - 浜田賢二

ユーチューバーパスカル
声 - 保村真

回転寿司パスカル
声 - 大井麻利衣

三輪車パスカル
声 - 森田了介

体賢者パスカル
声 - 飯島肇

カレーパスカル
声 - 大井麻利衣（辛口）、江口菜子（中辛）、菊池こころ（甘口）

にせヒーローパスカル / にせヒーローパスカルV
声 - 中國卓郎

予言者パスカル
声 - 川島得愛

フューチャーパスカル
声 - 森田了介

食べられしカツカレーパスカル
声 - 陣谷遥

ジェット機パスカル
声 - 松本健太

レジェンドヘルムパスカル
声 - 浦山迅

ポリスパスカル
声 - 田所陽向

タイムマシンパスカルVer.2.0
声 - 田所陽向

桃太郎パスカル
声 - 内藤有海

サンタパスカル
声 - 宮田幸季

トナカイパスカル
声 - 石谷春貴

### 他作品からのゲストキャラクター
木下ベッカム
声 - 伊東みやこ
『ペンギンの問題』からゲスト出演。アニメ第1話でパスカル先生の中から登場し(原作では巨大な犬)、アニメ公式Twitterに掲載されている作者直筆のアニメ化記念イラストにも登場している。
こぶたくん
声 - 菊池こころ
『エースコック』のマスコットキャラクター。アニメ第31話に登場。

## 場所
きのえだ小学校
はやとたちが通っている小学校。前述の通り、破壊される場面が多いが、次回までにはすでに修復してある。

## 書誌情報
- 永井ゆうじ『100%パスカル先生』 小学館〈コロコロコミックス〉、全8巻
  1. 2015年7月24日発売[7]、ISBN 978-4-09-142027-5
  2. 2016年1月28日発売[8]、ISBN 978-4-09-142117-3
  3. 2016年6月24日発売[9]、ISBN 978-4-09-142177-7
  4. 2016年12月28日発売[10]、ISBN 978-4-09-142270-5
    - 『限定完璧プレート付き』同日発売[11]、ISBN 978-4-09-159240-8

  5. 2017年4月28日発売[12]、ISBN 978-4-09-142388-7
    - 『限定完璧プレート付き』同日発売[13]、ISBN 978-4-09-159244-6

  6. 2017年9月28日発売[14]、ISBN 978-4-09-142495-2
  7. 2018年4月27日発売[15]、ISBN 978-4-09-142657-4
  8. 2018年11月28日発売[16]、ISBN 978-4-09-142822-6

## Webアニメ
2016年10月から2017年3月までYouTube内のコロコロチャンネルで毎月15日に配信された。なお、後述の「おはスタ」では同番組で11月4日に第1話が、12月6日に第2話が、2017年1月6日に第3話がテレビ初放送された。

## テレビアニメ
月刊コロコロコミック創刊40周年記念事業の一環として、2017年4月15日から12月16日まで、毎日放送の製作により、TBS系列全28局ネット『アニメサタデー630』第1部の前半（Aパート）にて放送された。「完璧プレート（パーフェクトプレート）」パートのナレーションは田中総一郎が担当。エンディングは実写で製作されている。

### スタッフ
- 原作 - 永井ゆうじ（小学館『月刊コロコロコミック』掲載）
- 原作協力 - 飯塚洋介、長岡道広
- 監督 - 三浦陽
- シリーズ構成・クリエイティブプロデューサー - 森りょういち
- キャラクターデザイン・総作画監督 - 佐藤和巳
- 完璧プレートキャラクターデザイン - 田島瑞穂
- 美術監督 - 河合泰利
- 色彩設計 - 平出真弓
- 撮影監督 - 山越康司
- 編集 - 今井大介
- 音響監督 - 飯塚康一
- 音楽 - 滝澤俊輔
- 音楽プロデューサー - 穴井健太郎、大隅啓良
- 音楽制作協力 - 日本コロムビア
- プロデューサー - 長谷川友紀、前田俊博、佐々木礼子、古市直彦
- アニメーションプロデューサー - 亀井康輝
- アニメーション制作 - OLM TEAM KAMEI
- 制作 - 小学館集英社プロダクション
- 製作 - 100%パスカルプロジェクト

### 主題歌
いずれも主題歌は60秒扱い。発売元は全て日本コロムビア。
オープニングテーマ「100%パスカル先生」
作詞 - 里乃塚玲央 / 作曲 - 小杉保夫 / 編曲 - 渡部チェル / 歌 - パスカル先生（佐藤はな）
曲の終盤ではパスカル先生がその日に放送される話の見所を紹介している。
エンディングテーマ
「パスカル・ヨガヨ～ガ」（第1話 - 第18話）
作詞 - 里乃塚玲央 / 作曲 - 小杉保夫 / 編曲 - 渡部チェル / 歌 - パスカル先生（佐藤はな）
「パスカル ラップラップ ランランラン」（第19話 - 第36話）
作詞 - 里乃塚玲央 / 作曲 - 小杉保夫 / 編曲 - 渡部チェル / 歌 - パスカル先生（佐藤はな） feat.ラジャ先生

### 各話リスト
| 話数   | 話数    | サブタイトル                     | 脚本         | 絵コンテ            | 演出                  | 作画監督                       | 放映日         |
| ------ | ------- | -------------------------------- | ------------ | ------------------- | --------------------- | ------------------------------ | -------------- |
| 第1話  | 1時間目 | その名もパスカル先生             | 森りょういち | 三浦陽              | 三浦陽                | 佐藤和巳                       | 2017年 4月15日 |
| 第1話  | 2時間目 | 完璧プレート                     | 森りょういち | 三浦陽              | 三浦陽                | 佐藤和巳                       | 2017年 4月15日 |
| 第2話  | 1時間目 | 恐怖! 100%身体検査               | 森りょういち | 三浦陽              | 三浦陽                | 佐藤和巳                       | 4月22日        |
| 第2話  | 2時間目 | 完璧プレート                     | 森りょういち | 三浦陽              | 三浦陽                | 佐藤和巳                       | 4月22日        |
| 第2話  | 3時間目 | 1%パスカル                       | 森りょういち | 三浦陽              | 三浦陽                | 佐藤和巳                       | 4月22日        |
| 第3話  | 1時間目 | マイ ネーム イズ 転校生          | 冨岡淳広     | トヤマソウ          | トヤマソウ            | 新岡浩美                       | 4月29日        |
| 第3話  | 2時間目 | 完璧プレート                     | 冨岡淳広     | トヤマソウ          | トヤマソウ            | 新岡浩美                       | 4月29日        |
| 第4話  | 1時間目 | 伝説の不良、立花ひかる           | 冨岡淳広     | トヤマソウ          | トヤマソウ            | 新岡浩美                       | 5月6日         |
| 第4話  | 2時間目 | 完璧プレート                     | 冨岡淳広     | トヤマソウ          | トヤマソウ            | 新岡浩美                       | 5月6日         |
| 第4話  | 3時間目 | 北野ゆうすけ君の暗号講座         | 冨岡淳広     | トヤマソウ          | トヤマソウ            | 新岡浩美                       | 5月6日         |
| 第5話  | 1時間目 | ぬきうちテストに気をつけろ!      | 永野たかひろ | 堀内良平            | 佐々木純人            | 香田知樹                       | 5月13日        |
| 第5話  | 2時間目 | 完璧プレート                     | 永野たかひろ | 堀内良平            | 佐々木純人            | 香田知樹                       | 5月13日        |
| 第6話  | 1時間目 | これがウワサの5月病              | 永野たかひろ | 堀内良平            | 佐々木純人            | 小川一郎 菅原浩喜              | 5月20日        |
| 第6話  | 2時間目 | 完璧プレート                     | 永野たかひろ | 堀内良平            | 佐々木純人            | 小川一郎 菅原浩喜              | 5月20日        |
| 第6話  | 3時間目 | アメリカ横断パスカリングリッシュ | 永野たかひろ | 堀内良平            | 佐々木純人            | 小川一郎 菅原浩喜              | 5月20日        |
| 第7話  | 1時間目 | ディス イズ 誕生パーティー       | 山口宏       | 佐藤真人            | 佐藤真人              | 田島瑞穂                       | 5月27日        |
| 第7話  | 2時間目 | 完璧プレート                     | 山口宏       | 佐藤真人            | 佐藤真人              | 田島瑞穂                       | 5月27日        |
| 第8話  | 1時間目 | あなたの知らない職員室           | 山口宏       | 佐藤真人            | 佐藤真人              | 田島瑞穂                       | 6月3日         |
| 第8話  | 2時間目 | 完璧プレート                     | 山口宏       | 佐藤真人            | 佐藤真人              | 田島瑞穂                       | 6月3日         |
| 第8話  | 3時間目 | 明日使えるヒエログリフ講座       | 山口宏       | 佐藤真人            | 佐藤真人              | 田島瑞穂                       | 6月3日         |
| 第9話  | 1時間目 | 運命を分ける席替え               | 山口宏       | 打出雄一            | 湖山禎崇              | 増田敏彦                       | 6月10日        |
| 第9話  | 2時間目 | 完璧プレート                     | 山口宏       | 打出雄一            | 湖山禎崇              | 増田敏彦                       | 6月10日        |
| 第9話  | 3時間目 | 北野ゆうすけ君の暗号講座         | 山口宏       | 打出雄一            | 湖山禎崇              | 増田敏彦                       | 6月10日        |
| 第10話 | 1時間目 | 入るなキケン!動物教室            | 山口宏       | 打出雄一            | 湖山禎崇              | 増田敏彦                       | 6月17日        |
| 第10話 | 2時間目 | 完璧プレート                     | 山口宏       | 打出雄一            | 湖山禎崇              | 増田敏彦                       | 6月17日        |
| 第10話 | 3時間目 | 1%パスカル                       | 山口宏       | 打出雄一            | 湖山禎崇              | 増田敏彦                       | 6月17日        |
| 第11話 | 1時間目 | スペース避難訓練                 | 永野たかひろ | 稲森貞樹            | 堀口和樹 大河原崇     | 小川一郎 菅原浩喜 相原理沙     | 6月24日        |
| 第11話 | 2時間目 | 完璧プレート                     | 永野たかひろ | 稲森貞樹            | 堀口和樹 大河原崇     | 小川一郎 菅原浩喜 相原理沙     | 6月24日        |
| 第11話 | 3時間目 | 明日使えるヒエログリフ講座       | 永野たかひろ | 稲森貞樹            | 堀口和樹 大河原崇     | 小川一郎 菅原浩喜 相原理沙     | 6月24日        |
| 第12話 | 1時間目 | パスカルジュニアの育て方         | 永野たかひろ | 稲森貞樹            | 堀口和樹 大河原崇     | 小川一郎 菅原浩喜 相原理沙     | 7月1日         |
| 第12話 | 2時間目 | 完璧プレート                     | 永野たかひろ | 稲森貞樹            | 堀口和樹 大河原崇     | 小川一郎 菅原浩喜 相原理沙     | 7月1日         |
| 第12話 | 3時間目 | アメリカ横断パスカリングリッシュ | 永野たかひろ | 稲森貞樹            | 堀口和樹 大河原崇     | 小川一郎 菅原浩喜 相原理沙     | 7月1日         |
| 第13話 | 1時間目 | 謎の転校生、伊集院きらり         | 冨岡淳広     | 倉川英揚            | 貞光紳也              | 南伸一郎                       | 7月8日         |
| 第13話 | 2時間目 | 完璧プレート                     | 冨岡淳広     | 倉川英揚            | 貞光紳也              | 南伸一郎                       | 7月8日         |
| 第13話 | 3時間目 | 1%パスカル                       | 冨岡淳広     | 倉川英揚            | 貞光紳也              | 南伸一郎                       | 7月8日         |
| 第14話 | 1時間目 | 追跡!! パスカル先生              | 森りょういち | 佐藤真人            | 長友孝和              | 小和田良博                     | 7月15日        |
| 第14話 | 2時間目 | 完璧プレート                     | 森りょういち | 佐藤真人            | 長友孝和              | 小和田良博                     | 7月15日        |
| 第14話 | 3時間目 | 絶品! パスカルグルメ             | 森りょういち | 佐藤真人            | 長友孝和              | 小和田良博                     | 7月15日        |
| 第15話 | 1時間目 | 100%デンジャラスプール           | 冨岡淳広     | 倉川英揚 トヤマソウ | 貞光紳也 トヤマソウ   | Kim Jin Young 新岡浩美         | 7月22日        |
| 第15話 | 2時間目 | 完璧プレート                     | 冨岡淳広     | 倉川英揚 トヤマソウ | 貞光紳也 トヤマソウ   | Kim Jin Young 新岡浩美         | 7月22日        |
| 第15話 | 3時間目 | 明日使えるヒエログリフ講座       | 冨岡淳広     | 倉川英揚 トヤマソウ | 貞光紳也 トヤマソウ   | Kim Jin Young 新岡浩美         | 7月22日        |
| 第16話 | 1時間目 | エンジョイ!林間学校 前編         | 山口宏       | 松永昌弘            | 松永昌弘              | 橋本純一 沼田くみ子            | 7月29日        |
| 第16話 | 2時間目 | 完璧プレート                     | 山口宏       | 松永昌弘            | 松永昌弘              | 橋本純一 沼田くみ子            | 7月29日        |
| 第16話 | 3時間目 | アメリカ横断パスカリングリッシュ | 山口宏       | 松永昌弘            | 松永昌弘              | 橋本純一 沼田くみ子            | 7月29日        |
| 第17話 | 1時間目 | エンジョイ!林間学校 後編         | 山口宏       | 松永昌弘            | 松永昌弘              | 田島瑞穂                       | 8月5日         |
| 第17話 | 2時間目 | 完璧プレート                     | 山口宏       | 松永昌弘            | 松永昌弘              | 田島瑞穂                       | 8月5日         |
| 第17話 | 3時間目 | 1%パスカル                       | 山口宏       | 松永昌弘            | 松永昌弘              | 田島瑞穂                       | 8月5日         |
| 第18話 | 1時間目 | 真夏のヒマヒマパスカル           | 永野たかひろ | 大原実              | トヤマソウ            | 田島瑞穂                       | 8月12日        |
| 第18話 | 2時間目 | 完璧プレート                     | 永野たかひろ | 大原実              | トヤマソウ            | 田島瑞穂                       | 8月12日        |
| 第18話 | 3時間目 | 1%パスカル                       | 永野たかひろ | 大原実              | トヤマソウ            | 田島瑞穂                       | 8月12日        |
| 第19話 | 1時間目 | パスカル プロデュース 花火大会   | 永野たかひろ | 大原実 堀内良平     | トヤマソウ 佐々木純人 | 田島瑞穂 香田知樹              | 8月19日        |
| 第19話 | 2時間目 | 完璧プレート                     | 永野たかひろ | 大原実 堀内良平     | トヤマソウ 佐々木純人 | 田島瑞穂 香田知樹              | 8月19日        |
| 第19話 | 3時間目 | 北野ゆうすけ君の暗号講座         | 永野たかひろ | 大原実 堀内良平     | トヤマソウ 佐々木純人 | 田島瑞穂 香田知樹              | 8月19日        |
| 第20話 | 1時間目 | パスカル先生の夏休み             | 市川十億衛門 | 貞光紳也            | 湖山禎崇              | 増田敏彦                       | 8月26日        |
| 第20話 | 2時間目 | 完璧プレート                     | 古城宏       | 貞光紳也            | 湖山禎崇              | 増田敏彦                       | 8月26日        |
| 第20話 | 3時間目 | 絶品! パスカルグルメ             | 市川十億衛門 | 貞光紳也            | 湖山禎崇              | 増田敏彦                       | 8月26日        |
| 第21話 | 1時間目 | 勃発! アイスの乱!                | 森りょういち | 佐藤真人 三浦陽     | 長友孝和 三浦陽       | 木下ゆうき 野口梨英子 佐藤和巳 | 9月2日         |
| 第21話 | 2時間目 | 完璧プレート                     | 森りょういち | 佐藤真人 三浦陽     | 長友孝和 三浦陽       | 木下ゆうき 野口梨英子 佐藤和巳 | 9月2日         |
| 第21話 | 3時間目 | アメリカ横断パスカリングリッシュ | 森りょういち | 佐藤真人 三浦陽     | 長友孝和 三浦陽       | 木下ゆうき 野口梨英子 佐藤和巳 | 9月2日         |
| 第22話 | 1時間目 | 仇討ち! スーパーパスカル         | 市川十億衛門 | 貞光紳也            | 湖山禎崇              | 増田敏彦                       | 9月9日         |
| 第22話 | 2時間目 | 完璧プレート                     | 古城宏       | 貞光紳也            | 湖山禎崇              | 増田敏彦                       | 9月9日         |
| 第22話 | 3時間目 | アメリカ横断パスカリングリッシュ | 市川十億衛門 | 貞光紳也            | 湖山禎崇              | 増田敏彦                       | 9月9日         |
| 第23話 | 1時間目 | 北野ゆうすけの真実               | 永野たかひろ | 鈴木龍太郎          | 鈴木龍太郎            | Kim Jin Young                  | 9月16日        |
| 第23話 | 2時間目 | 完璧プレート                     | 古城宏       | 鈴木龍太郎          | 鈴木龍太郎            | Kim Jin Young                  | 9月16日        |
| 第23話 | 3時間目 | 絶品! パスカルグルメ             | 永野たかひろ | 鈴木龍太郎          | 鈴木龍太郎            | Kim Jin Young                  | 9月16日        |
| 第24話 | 1時間目 | 秘密のパスカル室                 | 永野たかひろ | 鈴木龍太郎          | 鈴木龍太郎            | 南伸一郎                       | 9月23日        |
| 第24話 | 2時間目 | 完璧プレート                     | 古城宏       | 鈴木龍太郎          | 鈴木龍太郎            | 南伸一郎                       | 9月23日        |
| 第24話 | 3時間目 | 明日使えるヒエログリフ講座       | 永野たかひろ | 鈴木龍太郎          | 鈴木龍太郎            | 南伸一郎                       | 9月23日        |
| 第25話 | 1時間目 | 体育大魔王 襲来!!                | 山口宏       | もりたけし          | 堀口和樹              | 小川一郎 飯塚英里 平松裕美     | 9月30日        |
| 第25話 | 2時間目 | 完璧プレート                     | 古城宏       | もりたけし          | 堀口和樹              | 小川一郎 飯塚英里 平松裕美     | 9月30日        |
| 第25話 | 3時間目 | アメリカ横断パスカリングリッシュ | 山口宏       | もりたけし          | 堀口和樹              | 小川一郎 飯塚英里 平松裕美     | 9月30日        |
| 第26話 | 1時間目 | 仰天!0%パスカル                  | 山口宏       | もりたけし          | 堀口和樹              | 小川一郎 飯塚英里 平松裕美     | 10月7日        |
| 第26話 | 2時間目 | 完璧プレート                     | 古城宏       | もりたけし          | 堀口和樹              | 小川一郎 飯塚英里 平松裕美     | 10月7日        |
| 第26話 | 3時間目 | 1%パスカル                       | 山口宏       | もりたけし          | 堀口和樹              | 小川一郎 飯塚英里 平松裕美     | 10月7日        |
| 第27話 | 1時間目 | 調理実習王 決定戦!!              | 永野たかひろ | 大原実              | 長友孝和              | 小和田良博                     | 10月14日       |
| 第27話 | 2時間目 | 完璧プレート                     | 古城宏       | 大原実              | 長友孝和              | 小和田良博                     | 10月14日       |
| 第27話 | 3時間目 | 絶品! パスカルグルメ             | 永野たかひろ | 大原実              | 長友孝和              | 小和田良博                     | 10月14日       |
| 第28話 | 1時間目 | アイ アム 影武者                 | 永野たかひろ | 大原実              | 長友孝和              | 小和田良博                     | 10月21日       |
| 第28話 | 2時間目 | 完璧プレート                     | 古城宏       | 大原実              | 長友孝和              | 小和田良博                     | 10月21日       |
| 第28話 | 3時間目 | パスカル川柳                     | 永野たかひろ | 大原実              | 長友孝和              | 小和田良博                     | 10月21日       |
| 第29話 | 1時間目 | 没落!?金森財閥                   | 市川十億衛門 | 佐藤真人            | 松永昌弘              | 木下ゆうき                     | 10月28日       |
| 第29話 | 2時間目 | 完璧プレート                     | 古城宏       | 佐藤真人            | 松永昌弘              | 木下ゆうき                     | 10月28日       |
| 第29話 | 3時間目 | パスカル川柳                     | 市川十億衛門 | 佐藤真人            | 松永昌弘              | 木下ゆうき                     | 10月28日       |
| 第30話 | 1時間目 | 救世主は誰だ!?                   | 市川十億衛門 | 佐藤真人            | 松永昌弘              | 木下ゆうき                     | 11月4日        |
| 第30話 | 2時間目 | 完璧プレート                     | 古城宏       | 佐藤真人            | 松永昌弘              | 木下ゆうき                     | 11月4日        |
| 第30話 | 3時間目 | 1%パスカル                       | 市川十億衛門 | 佐藤真人            | 松永昌弘              | 木下ゆうき                     | 11月4日        |
| 第31話 | 1時間目 | 社会科見学はじめました           | 市川十億衛門 | もりたけし          | トヤマソウ            | 田島瑞穂                       | 11月11日       |
| 第31話 | 2時間目 | 完璧プレート                     | 古城宏       | もりたけし          | トヤマソウ            | 田島瑞穂                       | 11月11日       |
| 第31話 | 3時間目 | 絶品! パスカルグルメ             | 市川十億衛門 | もりたけし          | トヤマソウ            | 田島瑞穂                       | 11月11日       |
| 第32話 | 1時間目 | 漫才師パスカルやでっ!            | 市川十億衛門 | もりたけし          | トヤマソウ            | 田島瑞穂                       | 11月18日       |
| 第32話 | 2時間目 | 完璧プレート                     | 古城宏       | もりたけし          | トヤマソウ            | 田島瑞穂                       | 11月18日       |
| 第32話 | 3時間目 | パスカル川柳                     | 市川十億衛門 | もりたけし          | トヤマソウ            | 田島瑞穂                       | 11月18日       |
| 第33話 | 1時間目 | アイドル活動パスミン!            | 山口宏       | 大原実              | 湖山禎崇              | 安倍麻衣子                     | 11月25日       |
| 第33話 | 2時間目 | 完璧プレート                     | 古城宏       | 大原実              | 湖山禎崇              | 安倍麻衣子                     | 11月25日       |
| 第33話 | 3時間目 | パスカル川柳                     | 山口宏       | 大原実              | 湖山禎崇              | 安倍麻衣子                     | 11月25日       |
| 第34話 | 1時間目 | パスカル先生初めての授業         | 山口宏       | 大原実              | 湖山禎崇              | 山科和佳菜                     | 12月2日        |
| 第34話 | 2時間目 | 完璧プレート                     | 古城宏       | 大原実              | 湖山禎崇              | 山科和佳菜                     | 12月2日        |
| 第34話 | 3時間目 | 最優秀生徒 大発表!               | 山口宏       | 大原実              | 湖山禎崇              | 山科和佳菜                     | 12月2日        |
| 第35話 | 1時間目 | きのえだ小 頂上決戦 前編         | 永野たかひろ | 松永昌弘            | 三浦陽                | 佐藤和巳                       | 12月9日        |
| 第35話 | 2時間目 | 完璧プレート                     | 古城宏       | 松永昌弘            | 三浦陽                | 佐藤和巳                       | 12月9日        |
| 第36話 | 1時間目 | きのえだ小 頂上決戦 後編         | 永野たかひろ | 松永昌弘            | 三浦陽                | 佐藤和巳 田島瑞穂              | 12月16日       |
| 第36話 | 2時間目 | 完璧プレート                     | 古城宏       | 松永昌弘            | 三浦陽                | 佐藤和巳 田島瑞穂              | 12月16日       |

### 放送局
| 放送期間                 | 放送時間         | 放送局                                             | 対象地域 | 備考                                                                         |
| ------------------------ | ---------------- | -------------------------------------------------- | -------- | ---------------------------------------------------------------------------- |
| 2017年4月15日 - 12月16日 | 土曜 6:30 - 7:00 | 毎日放送（製作委員会参加）ほか TBS系列全28局ネット | 日本国内 | 『アニメサタデー630』第1部 番組名は『100%パスカル先生&プリプリちぃちゃん!!』 |
| 2017年5月28日 -          | 日曜 6:30 - 6:45 | キッズステーション                                 | 日本国内 | 『コロコロアワー』枠 / CS放送                                                |

| 配信期間                 | 配信時間       | 配信サイト                                                   |
| ------------------------ | -------------- | ------------------------------------------------------------ |
| 2017年4月15日 - 12月16日 | 土曜 7:00 更新 | TVer / MBS動画イズム / YouTubeコロコロコミック公式アカウント |

| 毎日放送・TBS 土曜6:30 - 7:00枠 | 毎日放送・TBS 土曜6:30 - 7:00枠 | 毎日放送・TBS 土曜6:30 - 7:00枠                  |
| 前番組 | 番組名 | 次番組                                           |
| --- | --- | ------------------------------------------------ |
| 報道LIVE あさチャン!サタデー・第2部 ※6:00 - 7:00 （2016年4月2日 - 2017年3月25日） 【ここまでTBS制作の報道番組枠 （6:15まではネットワークセールス枠 以降はローカルセールス枠）】 | 100%パスカル先生&プリプリちぃちゃん!! （2017年4月15日 - 12月16日） 【ここから毎日放送制作のネットワークセールスの 『アニメサタデー630』枠（第1部）】 | 七つの大罪 戒めの復活 （2018年1月6日 - 6月30日） |

## コンピュータゲーム
100%パスカル先生 完璧（）ペイントボンバーズ
コナミデジタルエンタテインメントより2017年7月13日に発売されたニンテンドー3DS用ゲームソフト。ジャンルは「ぬりつぶし爆弾バトル」と称した3D対戦型アクションゲーム。
100%パスカル先生 完璧クイズバトル
コナミデジタルエンタテインメントより配信されているスマートフォン用ゲームアプリ。ジャンルはクイズバトルゲーム。課金要素のない完全無料プレイ。

## その他
テレビ東京系列の朝の子供番組『おはスタ』で、2016年11月7日から12月23日まで「めざせ神正解！100%パスカル先生のムチャクチャ抜き打ちテスト」コーナーが毎日放送された。このコーナーはパスカル先生からの国語・算数・理科・社会のいずれかの問題を視聴者が電話中継で答えるというもの。初期は着ぐるみとして生出演したが、途中からCG（スタジオ内のモニター）に切り替わった。